# Bystra pallidimaculata
Bystra pallidimaculata là một loài tò vò trong họ Ichneumonidae.